# Monument aux morts de Saint-Girons
Le monument aux morts de Saint-Girons (Ariège, France) commémore les soldats de la commune morts lors des conflits du XXe siècle.

## Description
Le monument est érigé sur la place François-Camel, non loin du confluent du Salat et du Lez. Il est constitué d'une plate-forme de béton couverte de graviers et délimité par un muret de granite, accessible par des escaliers sur trois côtés. L'escalier principal comporte cinq marches, numérotées de 1914 à 1918, encadrées de chaque côté par trois colonnes surmontées d'un casque de poilus,.
Le centre du monument est constitué d'un pilier surmonté d'une toiture conique, s'élevant au milieu d'un bassin. Tournée vers l'escalier principal est érigée la statue d'une vieille femme en habit traditionnel couserannais, serrant contre sa poitrine une Croix de guerre.
Le pilier central est recouvert de quatre plaques portant les noms des 216 soldats de la commune ayant perdu la vie lors de la Première Guerre mondiale. Devant la sculpture, autour de la représentation d'une Croix de guerre, deux plaques de granit commémorent les trois régiments locaux, les 59e, 134e et 259e régiments d'infanterie, et leurs principales batailles.
La commune compte plusieurs autres monuments commémoratifs :
- Monument aux passeurs de la Seconde Guerre mondiale[5]
- Monument aux morts du Saint-Girons-Sporting-Club[6]
- Mausolée des Première et Seconde Guerres mondiales[7]
- Monument à Oscar et Jean Auriac[8]

## Histoire
Le conseil municipal de Saint-Girons prend la décision de le construire le monument dès le 22 avril 1919, 5 mois après la fin de la Première Guerre mondiale. Le projet est confié à l'architecte Patrice Bonnet (1834-1964), natif de la ville, et la statuaire au sculpteur toulousain Jean-Marie Fourès (1870-1926). Les travaux débutent en décembre 1923 et le monument est inauguré le 30 novembre 1924.
Au total, le monument coûte environ 105 097,43 francs, une partie étant réunie par souscription publique, le reste provenant du budget municipal.
Le monument aux morts est inscrit au titre des monuments historiques le 18 octobre 2018. Il fait partie d'un ensemble de 42 monuments aux morts de la région Occitanie protégés à cette date pour leur valeur architecturale, artistique ou historique.